# Krempdorf
Krempdorf est une commune allemande du Schleswig-Holstein, située dans l'arrondissement de Steinburg (Kreis Steinburg), à cinq kilomètres au nord-est de la ville de Glückstadt. Krempdorf est l'une des douze communes de l'Amt Horst-Herzhorn dont le siège est à Horst (Holstein).